# 4つの新聞記事
『4つの新聞記事』（よっつのしんぶんきじ、露: 4 Газетные обЪявления）作品21は、アレクサンドル・モソロフが1926年に作曲した歌曲集。演奏時間は約4分。

## 概要
モソロフの創作力が盛んであった1926年に作曲されたソプラノのための歌曲集。4曲から成るが、いずれの曲も実際に「イズベスチヤ」紙に掲載された小さな記事に付曲されている。原曲はピアノ伴奏であるが、1981年にエディソン・デニソフが室内管弦楽伴奏に編曲し、その版により録音が行われている。

## 構成
第1曲
皆様、最高級の蛭はП.Н.アルテミエフの店でのみお求めになれます。是非お試しください。
第2曲
迷い犬。雌のイングリッシュ・セッター。白で茶色のぶち模様有り。売買禁止。通報された方には謝礼します。
第3曲
市民ステファン・ナウモヴィチ・ザイカ。クボクルグのパヴロフスク地区。1907年12月24日生まれ。名字「ザイカ」を「ノセンコ」に改名。この件に関し異議のある方は申し出てください。
第4曲
ねずみ退治に伺います。評判良し。実績25年。
- 実際の記事にあったそれぞれの連絡先は省略されている。